# فادي زيدان
فادي زيدان (ولد في 2 يونيو 1993 في حيفا، إسرائيل) لاعب كرة قدم دولي يحمل الجنسيتين الإسرائيلية والفلسطينية ويجيد اللعب في مركز المهاجم وبدرجة أقل الجناح الأيسر. يلعب حاليا لصالح الحد البحريني منذ 2022.

## المسيرة الرياضية

### الأندية
في 1 يناير 2013 تم تصعيد زيدان إلى الفريق الأول في هابويل نير رامات هاشارون الإسرائيلي. في موسمه الأول 2012-2013 وفي بطولة دوري الدرجة الممتازة ساهم في احتلال فريقه المركز السادس برصيد 37 نقطة من 26 مباراة فانتقل إلى دوري البطولة السداسي حيث احتل في نهاية المطاف المركز السادس برصيد 40 نقطة من 36 مباراة. وفي بطولة كأس إسرائيل خرج من الجولة الأولى عندما خسر في الدور الثمن النهائي من ماكابي يافني 0-2. وفي بطولة كأس الرابطة الإسرائيلية ساهم في وصول فريقه إلى الدور الربع النهائي عندما خسر من هابويل رامات غان 1-3 في مجموع المباراتين.
في موسمه الثاني 2013-2014 وفي بطولة دوري الدرجة الممتازة ساهم في احتلال فريقه المركز الرابع عشر الأخير برصيد 20 نقطة من 26 مباراة فانتقل إلى دوري الهبوط الثماني حيث احتل في نهاية المطاف المركز الثالث عشر قبل الأخير برصيد 33 نقطة من 33 مباراة بفارق الأهداف عن منطقة الأمان وبالتالي الهبوط إلى الدرجة الثانية. وفي بطولة كأس إسرائيل ساهم في وصول فريقه إلى الدور الربع النهائي عندما خسر من مكابي نتانيا 0-3.
في موسمه الثالث والأخير 2014-2015 وفي بطولة دوري الدرجة الثانية ساهم في احتلال فريقه المركز التاسع برصيد 39 نقطة من 30 مباراة فانتقل إلى دوري الهبوط الثماني. وفي بطولة كأس إسرائيل ساهم في وصول فريقه إلى الدور الثمن النهائي عندما خسر من مكابي حيفا 1-3. وفي بطولة كأس رابطة الدرجة الثانية الإسرائيلية خرج فريقه من دور المجموعات بعدما احتل المركز الثالث في المجموعة الثانية برصيد نقطتين من 3 مباريات.
في 1 يناير 2015 انتقل زيدان من هابويل نير رامات هاشارون إلى شباب الظاهرية الفلسطيني في صفقة انتقال حر. في موسمه الوحيد 2014-2015 وفي بطولة دوري الدرجة الممتازة ساهم في تتويج فريقه بالبطولة بعدما تصدر الترتيب برصيد 48 نقطة من 22 مباراة ليحقق زيدان أولى بطولاته الشخصية. وفي بطولة كأس فلسطين لأندية الضفة الغربية ساهم في وصول فريقه إلى الدور الربع النهائي عندما خسر من ترجي وادي النيص بركلات الترجيح.
في 1 يوليو 2015 انتقل زيدان من شباب الظاهرية إلى ترجي واد النيص الفلسطيني في صفقة انتقال حر. في موسمه الوحيد 2015-2016 وفي بطولة دوري الدرجة الممتازة ساهم في حصد فريقه 14 نقطة من 11 مباراة. وفي بطولة كأس ياسر عرفات لأندية المحافظات الشمالية فشل فريقه في التأهل إلى الدور النصف النهائي عندما احتل المركز الثالث في المجموعة الرابعة برصيد نقطة من مباراتين.
في 1 يناير 2016 انتقل زيدان من ترجي وادي النيص إلى أهلي الخليل الفلسطيني في صفقة انتقال حر. في موسمه الوحيد 2015-2016 وفي بطولة دوري الدرجة الممتازة ساهم في احتلال فريقه المركز الرابع برصيد 31 نقطة من 22 مباراة بفارق 14 نقطة عن البطل شباب الخليل. وفي بطولة كأس فلسطين لأندية الضفة الغربية ساهم في تتويج فريقه بالبطولة بعدما تغلب في المباراة النهائية على هلال القدس 3-0 ليحقق زيدان ثاني بطولاته الشخصية. وفي بطولة كأس الاتحاد الآسيوي فشل فريقه في التأهل إلى الدور الثمن النهائي عندما احتل المركز الثالث في المجموعة الرابعة برصيد 5 نقاط من 6 مباريات خلف المحرق البحريني والجيش السوري.
في 1 يوليو 2016 انتقل زيدان من أهلي الخليل إلى هابويل نير رامات هاشارون الإسرائيلي في صفقة انتقال حر. في موسمه الأول 2016-2017 وفي بطولة دوري الدرجة الثانية ساهم في احتلال فريقه المركز الثالث عشر برصيد 33 نقطة من 30 مباراة فانتقل إلى دوري الهبوط الثماني حيث احتل في نهاية المطاف المركز التاسع برصيد 47 نقطة من 37 مباراة. وفي بطولة كأس إسرائيل ساهم في وصول فريقه إلى الدور32 عندما خسر من هابوعيل تل أبيب 0-1. وفي بطولة كأس رابطة الدرجة الثانية الإسرائيلية ساهم في وصول فريقه إلى الدور النصف النهائي عندما خسر من مكابي شعاراييم 0-1.
في موسمه الثاني والأخير 2017-2018 وفي بطولة دوري الدرجة الثانية ساهم في احتلال فريقه المركز الحادي عشر برصيد 40 نقطة من 30 مباراة فانتقل إلى دوري الهبوط الثماني حيث احتل في نهاية المطاف المركز الحادي عشر برصيد 50 نقطة من 37 مباراة. وفي بطولة كأس إسرائيل ساهم في وصول فريقه إلى الدور32 عندما خسر من هابوعيل رعنانا من الدرجة الأولى 0-3. وفي بطولة كأس رابطة الدرجة الثانية الإسرائيلية فشل فريقه في الصعود إلى الدور الربع النهائي بعدما احتل المركز الرابع الأخير في المجموعة الثانية برصيد نقطة واحدة من 3 مباريات.
في 1 يوليو 2018 انتقل زيدان من هابويل نير رامات هاشارون إلى مكابي بتاح تكفا الإسرائيلي في صفقة انتقال حر. في موسمه الوحيد 2018-2019 وفي بطولة دوري الدرجة الممتازة ساهم في احتلال فريقه المركز الثاني عشر برصيد 28 نقطة من 26 مباراة فانتقل إلى دوري الهبوط الثماني. وفي بطولة كأس إسرائيل ساهم في وصول فريقه إلى الدور الربع النهائي عندما خسر من مكابي نتانيا من الدرجة الأولى 1-2 في مجموع المباراتين. وفي بطولة كأس رابطة الدرجة الممتازة الإسرائيلية فشل فريقه في الصعود إلى الدور النصف النهائي بعدما احتل المركز الثاني في المجموعة الثانية برصيد 5 نقاط من 4 مباريات.
في 20 يناير 2019 انتقل زيدان من مكابي بتاح تكفا إلى هابوعيل كفار سابا الإسرائيلي في صفقة انتقال حر. في موسمه الوحيد 2018-2019 وفي بطولة دوري الدرجة الثانية ساهم في تتويج فريقه بالبطولة بعدما تصدر ترتيب دوري الصعود الثماني برصيد 63 نقطة من 37 مباراة ليحقق زيدان ثالث بطولاته الشخصية.
في 13 أغسطس 2019 انتقل زيدان من هابوعيل كفار سابا إلى هابوعيل رمات غان الإسرائيلي في صفقة انتقال حر. في موسمه الوحيد 2019-2020 وفي بطولة دوري الدرجة الثانية ساهم في احتلال فريقه المركز السادس برصيد 44 نقطة من 30 مباراة فانتقل إلى دوري الصعود الثماني حيث احتل في نهاية المطاف المركز الثالث برصيد 60 نقطة من 37 مباراة بفارق 7 نقاط عن صاحب المركز الثاني المؤهل للصعود إلى الدرجة الممتازة. وفي بطولة كأس إسرائيل خرج فريقه من الجولة الأولى عندما خسر في الدور السابع من مكابي بتاح تكفا من الدرجة الثانية 0-2.
في 7 سبتمبر 2020 انتقل زيدان من هابوعيل رمات غان إلى هبوعيل أم الفحم الإسرائيلي في صفقة انتقال حر.
في 5 نوفمبر 2020 انتقل زيدان من هبوعيل أم الفحم إلى هابوعيل رمات غان الإسرائيلي في صفقة انتقال حر. في موسمه الوحيد 2020-2021 وفي بطولة دوري الدرجة الثانية ساهم في احتلال فريقه المركز الثامن برصيد 40 نقطة من 30 مباراة فانتقل إلى دوري الصعود الثماني. وفي بطولة كأس إسرائيل ساهم في صعود فريقه إلى الدور32 عندما تغلب في الدور السابع على هابوعيل هرتسليا من الدرجة الثالثة 5-0. وفي بطولة كأس رابطة الدرجة الثانية الإسرائيلية فشل فريقه في الصعود إلى الدور النصف النهائي بعدما احتل المركز الثالث في المجموعة الثالثة برصيد نقطتين من 3 مباريات.
في 1 يناير 2021 انتقل زيدان من هابوعيل رمات غان إلى توربيدو كوتيسي الجورجي في صفقة انتقال حر. في موسمه الوحيد 2020-2021 وفي بطولة دوري الدرجة الأولى ساهم في احتلال فريقه المركز الثامن برصيد 40 نقطة من 36 مباراة بفارق نقطة واحدة عن منطقة الأمان فانتقل إلى ملحق الهبوط حيث استطاع التغلب على ميراني مارتفيلي 3-2 في مجموع المباراتين ليبقى في الدرجة الأولى. وفي بطولة كأس جورجيا خرج فريقه من الجولة الأولى عندما خسر في الدور32 من ميراني مارتفيلي بركلات الترجيح.
في في 3 فبراير 2022 انتقل زيدان من توربيدو كوتيسي إلى هابوعيل ريشون لتسيون الإسرائيلي في صفقة انتقال حر. في موسمه الوحيد 2021-2022 في بطولة دوري الدرجة الثانية ساهم في احتلال فريقه المركز الرابع عشر في دوري الهبوط الثماني برصيد 43 نقطة من 37 مباراة بفارق نقطتين عن منطقة الأمان فانتقل إلى ملحق الهبوط حيث تغلب على هابوعيل كفار شاليم 3-1 ليبقى في الدرجة الثانية.
في 4 أغسطس 2022 انتقل زيدان من هابوعيل ريشون لتسيون إلى الحد البحريني في صفقة انتقال حر.

### المنتخبات
في 2 سبتمبر 2021 شارك زيدان في أول مباراة دولية مع منتخب فلسطين وذلك وديا أمام قيرغيزستان وانتهت بخسارة فلسطين 0-1.

## الإنجازات
- شباب الظاهرية
  - دوري الدرجة الممتازة (1): 2014-2015
- أهلي الخليل
  - كأس فلسطين لأندية الضفة الغربية (1): 2015-2016
- هابوعيل كفار سابا
  - دوري الدرجة الثانية (1): 2018-2019

## روابط خارجية
- فادي زيدان على موقع قاعدة بيانات كرة القدم.إي يو (الإنجليزية)
- فادي زيدان على موقع ناشيونال فوتبول تيمز (الإنجليزية)
- فادي زيدان على موقع Soccerway.com (الإنجليزية)
- فادي زيدان على موقع كووورة